# ألبرت هاريسون
ألبرت هاريسون (بالإنجليزية: Albert Harrison)‏ (15 فبراير 1904 بلي في المملكة المتحدة - ) هو لاعب كرة قدم بريطاني في مركز الوسط. لعب مع ليستر سيتي ونادي دوندالك ونادي لوغانو ونوتينغهام فورست وويغان أتلتيك وWigan Borough F.C. ‏ ونادي تشورلي ونادي درومكوندرا ‏ وAtherton Collieries A.F.C. ‏.